# Mestna avtobusna linija št. 29 (Ljubljana)
Mestna avtobusna linija številka 29 Kajuhova – Vevče – Tuji Grm je bila ena izmed avtobusnih linij javnega mestnega prometa v Ljubljani. Potekala je v smeri vzhod - zahod in povezovala Kodeljevo, Moste, Vevče, Zadvor, Sostro, Besnico, Trebeljevo, Volavlje in Tuji Grm.
Del linije na posameznih odsekih od Sostra do Tujega Grma je potekal skozi gozd ob potoku Besnica po ovinkasti, mestoma makadamski cesti, vzpenjajoči se v hrib. Končno postajališče je tako bilo 410 metrov višje od izhodišča v Ljubljani.

## Zgodovina
Sprva je prevoz na avtobusni progi Ljubljana – Tuji Grm izvajalo podjetje Sap Ljubljana. Tedaj je avtobus s prestolnico povezoval še Zalog in Podgrad pri Zalogu ter je deloma vozil po Litijski cesti. Ker proga ni bila nikoli donosna, so pri podjetju večkrat razmišljali o njeni ukinitvi. Ko se je podjetje Sap Ljubljana pridružilo podjetju Veolia transport, je novi prevoznik koncesijo nad progo vrnil Mestni občini Ljubljana. Celotna trasa proge namreč leži znotraj njenih meja. Zato je leta 2003 prevoze na progi moralo prevzeti podjetje LPP, ki primarno skrbi za javni prevoz v Ljubljani. Traso proge so preusmerili z Litijske na Zaloško cesto in opustili vožnje do Podgrada. 1. maja 2009 so linijo preregistirali iz medkrajevne v mestno in jo preštevilčili iz linije št. 66 v linijo št. 29. Ob uvedbi poletnega voznega reda 26. junija 2009 so linijo skrajšali do Vevč, 1. septembra istega leta pa so jo ponovno podaljšali, tokrat z Vevč mimo Fužin do Kodeljevega. Avtobus v jutranji konici tudi ni več vozil do Zaloga. Ker pa avtobus ni več vozil do centra mesta, je linija št. 29 dobila značaj prestopne linije.
V taki obliki je linija obratovala do 3. februarja 2014, ko so jo s Kodeljevega skrajšali do toplarne; izravnava voznega časa je tako sedaj na postajališču Kajuhova.
1. septembra 2016 sta bili liniji 28 in 29 združeni v enotno linijo št. 26 (Mali Lipoglav – Sostro – Tuji Grm). Potnikom je omogočen prestop na mestno avtobusno linijo št. 13 in 24 v Sostrem.